# Norra Lunsens naturreservat
Norra Lunsen är ett naturreservat i Uppsala kommun beläget i norra delen av skogsområdet Lunsen ungefär en mil söder om centrala Uppsala.
I reservatet finns ett femtiotal sällsynta arter av såväl djur som växter.
Det finns goda vandringsmöjligheter, samt skidleder vintertid, och du kan övernatta, grilla och få vatten i Lunsentorpet.
Naturreservatet gränsar till Södra Lunsens naturreservat.